# Герасимьюк, Ольга Владимировна
О́льга Влади́мировна Герасимью́к (урождённая Приходько) (укр. О́льга Володи́мирівна Герасим'ю́к; род. 21 октября 1958, Пирятин, Украинская ССР) — украинская журналистка, политик, телеведущая. Председатель Национального совета Украины по вопросам телевидения и радиовещания с 22 апреля 2020 года, народный депутат Украины V созыва от блока партий «Наша Украина» (2006—2007), народный депутат Украины VI созыва от избирательного блока Наша Украина — Народная самооборона (2007—2012), бывший генеральный продюсер телеканала «1+1» (2005—2006).

## Биография
Родилась в Пирятине Полтавской области в семье механика Владимира Михайловича Приходько (1929—2006) и педагога Нины Дмитриевны (род. 1931).
Окончила школу с золотой медалью, окончила музыкальную школу по классу фортепиано и спортивную баскетбольную школу.
В 1981 году окончила Киевский государственный университет им. Т.Шевченко, факультет журналистики с красным дипломом.
С 1976 года по 1990 год работала корреспондентом в газете «Комсомольское знамя».
С 1981 года по 1983 год работала корреспондентом в газете «Комсомолец Полтавщины».
С 1990 года по 1991 год работала редактором в отделе журнала «Человек и мир».
С 1991 года по 1992 год работала завотделом в газете «Независимость».
С 1992 года по 1994 год работала заместителем главного редактора, и соредактором в еженедельнике «Республика».
С 1994 года по 1995 год работала редактором в отделе УНИАН.
С 1995 года по 1996 год работала завотделом социальных проблем телекомпании «Нова мова» (рус. Новый язык).
В 1997 году стала работать на телеканале «1+1», стала вести программу «Проти ночі» (рус. На ночь глядя).
Потом вела передачи: «Особенный взгляд», «Версии», «Без табу», «Хочу и буду», «Иду на вы».
В июле 2005 года стала генеральным продюсером телекомпании Студия «1+1».

С 4 июля 2014 года работала членом Национального совета Украины по вопросам телевидения и радиовещания, назначена по квоте Верховной Рады Украины. 9 июля того же года избрана первым заместителем председателя Национального совета.
31 октября 2019 года была уволена решением парламента в связи с истечением 5-летнего срока полномочий, работала в качестве исполняющего обязанности члена Национального совета до назначения повторно на эту должность.
22 апреля 2020 года была избрана председателем Национального совета по вопросам телевидения и радиовещания.
15 декабря 2021 года второй раз решением Верховной Рады назначена членом Нацсовета.
20 декабря 2021 года в ходе внеочередного заседания вновь избрана председателем этого органа.

### Политика
В 2006 году тогда беспартийная Ольга Герасимьюк стала народным депутатом Украины от блока «Наша Украина» (её номер 4 в избирательном списке). Пройдя в парламент она стала членом Комитета ВР по вопросам свободы слова и информации.
В досрочных парламентских выборах 2007 года она участвовала в качестве кандидата от блока «Наша Украина — Народная самооборона» под номером 6 в списке. Снова попав в парламент Ольга возглавила подкомитет по вопросам сотрудничества с НАТО и АЗЕС Комитета Верховной Рады Украины по вопросам европейской интеграции.
В 2012 году Ольга Герасимьюк принимала участие в выборах в Верховную Раду Украины VII созыва, баллотируясь по мажоритарному округу № 139 (Одесская область) от политической партии УДАР (Украинский демократический альянс за реформы) Виталия Кличко. Заняла второе место, проиграв представителю Партии регионов Александру Пресману.
В 2021 Ольга Герасимьюк вошла в топ-100 успешных женщин Украины по версии журнала Новое время.

## Награды
- Золотая медаль в телеконкурсе Союза журналистов Украины «Независимость-99».
- Лауреат «Золотой эры Украины — 99».
- Лауреат телефестиваля «Единый мир — 99» в Лондоне.
- Лауреат национальной программы «Человек года — 99».
- Лауреат премии имени В.Марченко Украинско-американского бюро защиты прав человека 1998—1999
- «Лучший журналист 1999 года».
- «Всенародное признание» (2000),
- «Телетриумф» (2000).
- Дважды лауреат открытого Форума телевидения России «Лазурная звезда» (2001).
- Лауреат Международного телефорума «Вместе» (2002) и др.

## Семья
Отец — Приходько Владимир Михайлович (1929—2006), механик.
Мать — Нина Дмитриевна (1931 года рождения), педагог.
Второй и бывший муж Василий Герасимьюк (род. 18 августа 1956 года в Караганде), писатель и поэт, лауреат Национальной премии имени Тараса Шевченко;
Сын Руслан Герасимьюк (род. 1982) — работает администратором творческой группы своей матери.
Она любит путешествия, баскетбол, музыку и книги.